# Термомеханічна втома
Термомеханічна втома (коротко ТМП) — це накладення циклічного механічного навантаження, що призводить до втоми матеріалу, на циклічне термічне навантаження. Термомеханічна втома є важливим моментом, який необхідно враховувати при конструюванні турбінних двигунів або газових турбін.

## Загальний опис
У термомеханічної втоми діють три механізми:
- Повзучість — течія матеріалу при високих температурах
- Втома — це зростання і поширення тріщини внаслідок повторного навантаження
- Окиснення — це зміна хімічного складу матеріалу під дією факторів зовнішнього середовища. Окислений матеріал більш крихкий і схильний до утворення тріщин.

Кожен фактор має більший чи менший вплив залежно від параметрів навантаження. У фазі (IP) термомеханічного навантаження (коли температура і навантаження зростають одночасно) переважає повзучість. Поєднання високої температури та високого навантаження є ідеальними умовами для повзучості. Нагрітий матеріал легше тече при розтягуванні, але охолоджується і стає твердим під час стиснення. У позафазному (ОП) термомеханічному навантаженні переважають ефекти окислення та втоми. Окиснення послаблює поверхню матеріалу, створюючи дефекти та зародки для поширення тріщин. Коли тріщина поширюється, щойно оголена поверхня тріщини потім окислюється, ще більше послаблюючи матеріал і дозволяючи тріщині розширюватися. Третій випадок має місце при навантаженні OP TMF, коли різниця напруг значно перевищує різницю температур. У цьому випадку головною причиною руйнування є лише втома, яка спричиняє руйнування матеріалу до того, як окислення може мати значний ефект.

## Моделі
Існує багато різних моделей, які були розроблені в спробі зрозуміти та пояснити TMF. Основні з них — конститутивна та феноменологічна моделі.
- Конститутивні моделі використовують поточне розуміння мікроструктури матеріалів і механізмів руйнування. Ці моделі, як правило, більш складні, оскільки вони намагаються включити все, що ми знаємо про те, як матеріали виходять з ладу. Ці типи моделей останнім часом стають все більш популярними, оскільки вдосконалена технологія візуалізації дозволила краще зрозуміти механізми відмови.
- Феноменологічні моделі базуються виключно на спостережуваній поведінці матеріалів. Вони розглядають точний механізм відмови як свого роду «чорний ящик». Вводяться умови температури та навантаження, а результатом є довговічність у втомі. Ці моделі намагаються підібрати певне рівняння, щоб відповідати тенденціям, виявленим між різними входами та результатами.